# OpenOffice Writer
OpenOffice Writer (dawniej OpenOffice.org Writer) – procesor tekstu wchodzący w skład bezpłatnego pakietu biurowego Apache OpenOffice, dostępnego na platformach Microsoft Windows, Linux, Solaris oraz innych (w tym OS X). Jest dostępny w kilkudziesięciu wersjach językowych, także w języku polskim, łącznie z niezbędnymi narzędziami językowymi – słownikiem ortograficznym i słownikiem synonimów.
Writer jest programem odpowiadającym funkcjonalnie komercyjnym edytorom, jak Microsoft Word czy WordPerfect, a więc zawierającym komplet narzędzi edycyjnych, w tym rozbudowane instrumenty biurowe i akademickie oraz wbudowane narzędzie do eksportu dokumentów w międzyplatformowym formacie PDF.
Obsługa macierzystych formatów programów Microsoft Word oraz WordPerfect (od wersji 2.0) ułatwia migrację z komercyjnego oprogramowania i zapewnia wymianę dokumentów ze środowiskami posługującymi się Microsoft Office oraz WordPerfect Office.
Zaletą OpenOffice.org Writera (wersja 2.0) jest jego macierzysty format pliku – OpenDocument Text, który jest standardem OASIS.

## Historia
OpenOffice Writer jest produktem wywodzącym się z pakietu StarOffice niemieckiej firmy Star Division Inc., który został zakupiony przez Sun Microsystems, a 19 lipca 2000 roku, udostępnionym do dalszego rozwoju przez społeczność Open Source.